# Pyrausta culminivola
Pyrausta culminivola is een vlinder van de familie van de grasmotten (Crambidae). De wetenschappelijke naam van deze soort is voor het eerst voorgesteld door Aristide Caradja in een publicatie uit 1939.
De soort komt voor in China (Tibet).